# 피치클락

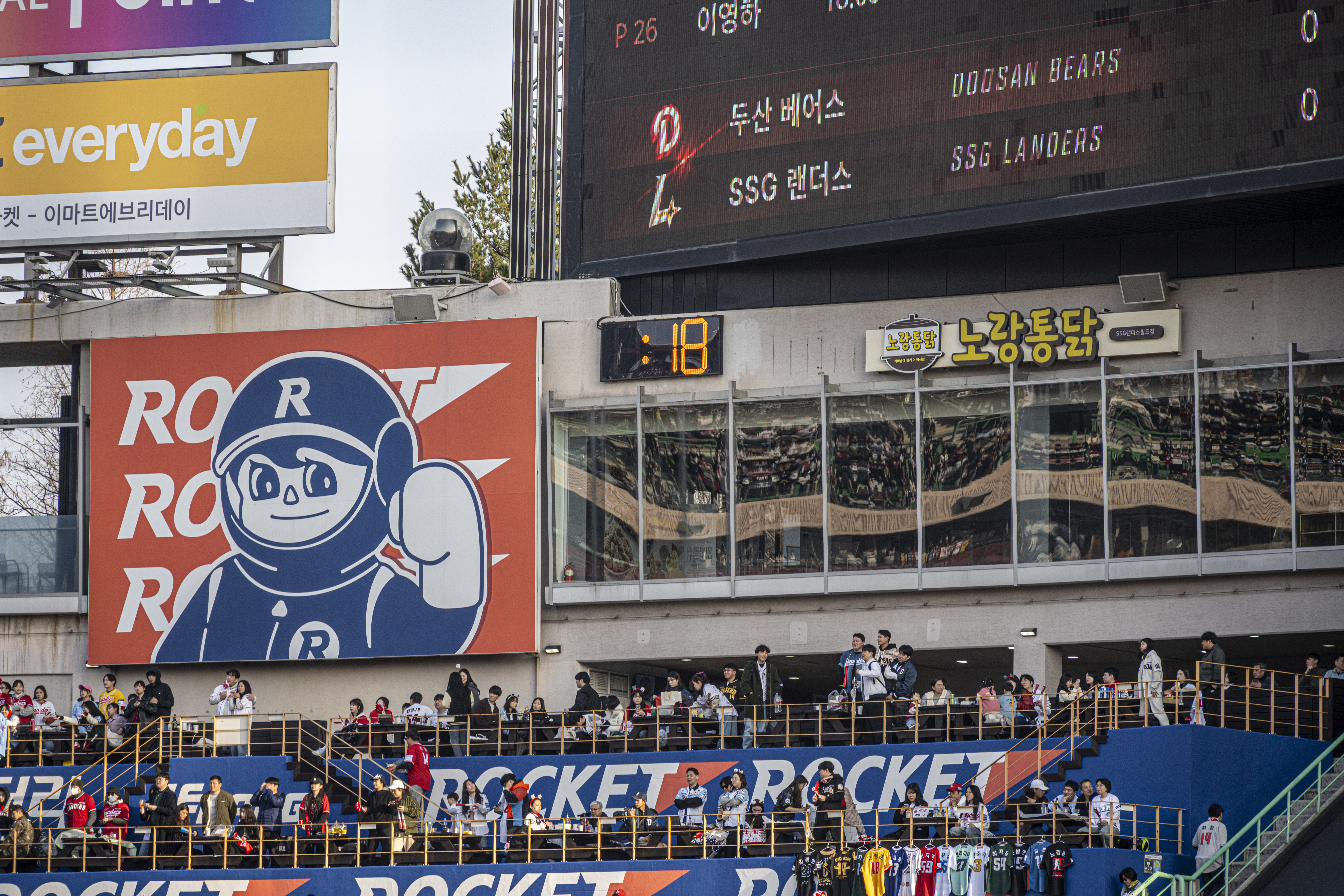
2025년 인천SSG랜더스필드에 설치된 피치클락

피치클락(영어: pitch clock→투구 시계)은 다양한 프로 야구에서 투수가 공을 던지기 전에 걸리는 시간을 제한하거나 타자가 공을 치기 전에 사용하는 시간을 제한하는 규정이다.
전 세계의 다양한 야구 리그와 토너먼트에서 피치클락 규정을 이용해 빠른 경기 진행을 유도하고 있다. 메이저 리그 베이스볼(MLB)은 MLB 파트너 리그, 마이너 리그 베이스볼, 대학 야구에서 실행한 테스트 기간을 거쳐 2023년 시즌부터 피치클락을 도입했고, KBO 리그도 2025년 시즌부터 정식으로 도입하게 되었다.

## 역사

### 도입
2010년 미국 대학 야구 사우스이스턴 콘퍼런스에서 도입한 것이 피치클락의 시작이다. 이 당시 투수들은 20초 이내에 투구를 진행해야 하며, 타자도 5초 이내에 타석을 이탈하는 행위를 할 시 투수가 위반했을 시에는 볼 1개를, 타자가 위반했을 때는 스트라이크 1개를 자동 추가하는 규칙으로 도입되었다. 이 규칙이 도입된 이후, 전미 대학 체육 협회는 피치클락 규정을 도입하고자 노력했고, 2011년 미국 대학 야구 시즌부터 정식으로 도입했다. 그러나 이 당시에는 루상에 주자가 없었을 때만 적용할 수 있었던 규정이었다.
프로 야구 단위에서 피치클락이 도입된 것은 2014년 애리조나 가을 리그였고, 이후 메이저 리그 베이스볼 사무국은 마이너 리그 베이스볼 더블 A와 트리플 A의 2015년 시즌부터 시범 실시를 발표했다. 이때의 규정은 투수들은 20초 이내에 투구를 해야 하며, 이를 따르지 않을 경우 볼 1개의 페널티가 주어졌다. 다른 경기 시간 촉진룰과 결합해, 2015년 시즌 평균 경기 시간은 그 직전인 2014년 시즌보다 12분 단축하는 데 기여했으며, 피치클락을 사용하지 않은 리그들에 비해 경기 시간이 경기당 평균 3분 증가에서 5분 감소로 변화했다.또한 독립 리그였던 애틀란틱 리그도 12초 피치클락 규정을 자체적으로 도입했다.

### 메이저 리그 베이스볼
2018년 시즌을 앞두고, 메이저 리그 베이스볼 사무국과 메이저 리그 베이스볼 선수 협회는 피치클락의 도입에 대한 논의를 진행했다. 이 당시 사무국은 선수 협회의 강력한 반발로 바로 적용하는데는 실패했고, 2019년 스프링 트레이닝에서 시범 도입을 결정했다.
2021년-2022년 메이저 리그 베이스볼 직장 폐쇄 파동 이후 합의된 새 단체협약에서는 2023년 시즌부터 정식으로 피치클락을 도입할 수 있다는 합의 조항이 삽입되었다. 이를 위해 현역 선수 4명과 사무국에서 지명한 6명, 심판 1명이 공동 위원회(Joint Competition Committee)를 구성하여 경기 규칙 변경 사항을 검토했다.
2022년 9월 8일, 메이저 리그 베이스볼 사무국은 2023년 시즌부터 피치클락을 도입할 것임을 공식 발표했다. 투수들은 주자가 없을 때 투구 사이에 15초, 주자가 한 명 이상 있을 때는 20초 이내에 투구해야 한다. 또한 타자는 7~12초 동안 타격할 준비를 마쳐야하며, 그렇지 않으면 스트라이크 1개를 자동으로 부여한다. 이때 피치클락은 투수가 공을 받고 포수와 타자가 준비되면 시작될 때부터 그 시간을 세게 된다.
피치클락을 위해 야구장에 부착하는 시계는 주로 투구 시간을 측정하는 것 이외에도 경기 도중 공수교대나 불펜에서 나오는 구원 투수가 경기를 준비하는 과정에서의 텔레비전 광고방송 소요 시간 등을 측정하고 표시할 때도 사용되었다. 메이저 리그 베이스볼 경기장 곳곳에는 선수, 코치, 심판, 언론, 관중이 경기장 전체에서 피치클락을 볼 수 있도록 피치클락 전광판을 여러 곳에 설치하게끔 했다. 또한 방송사는 텔레비전 중계 방송내 화면에서도 피치클락을 표시할 수 있다.
당시 시카고 컵스의 투수 마커스 스트로먼은 피치클락의 정식 도입 이후 첫 정규리그 개막전이었던 밀워키 브루어스와의 경기에서 3회말의 행동으로 인해 처음으로 피치클락 규정을 위반한 선수로 기록되었고, 볼티모어 오리올스의 외야수 오스틴 헤이스는 처음으로 스트라이크 추가 판정을 받았으며, 보스턴 레드삭스의 3루수 라파엘 데베르스는 피치클락으로 인한 첫 삼진아웃 기록을 작성했다.
2023년 메이저리그 시즌의 400여회의 경기에서 평균적으로 이전 시즌의 첫 400경기보다 약 30분 단축되었다. 또한 경기 시간의 표준 편차도 크게 감소했다. 2023년 메이저 리그 베이스볼 포스트시즌 경기는 전년도 포스트시즌 경기보다 평균 21분 짧았으며, 더 많은 득점과 도루 기록이 나왔다. 또한 2024년 시즌에 들어서는 경기 소요 시간이 2023년 시즌보다 약 4분 더 단축되었다.
2023년 12월, 메이저 리그 베이스볼 사무국은 2024년 시즌부터 주자가 있는 상황에서의 피치클락 적용시간을 20초에서 18초로 단축하도록 규칙을 변경했다.

### KBO 리그
KBO 리그는 2024년 피치클락을 시범 도입했다. 이 당시에는 강제 규정이 아니라, 위반시 단순 경고로 끝나는 정도의 처분으로 적용되었다. 그러나 2024년 시즌 시범 적용된 피치클락은 메이저 리그 베이스볼의 사례처럼 경기 소요시간을 똑같이 단축하게 된 성과를 거두게 되었다.
피치클락 도입과 함께 사인 교환에 소요되는 시간을 단축하고 '사인 훔치기' 논란을 근절하기 위한 보조 장치인 '피치컴'도 함께 도입되어 실제로 2024년 7월 16일부터 KBO 리그에서의 피치컴 사용이 허가되어 KT 위즈의 웨스 벤자민이 처음으로 경기에서 직접 사용했다.
2025년 시즌부터는 피치클락이 정식으로 도입되었다. KBO 리그에서는 투수는 누상에 주자가 없을 때 20초, 주자가 있을 때 25초 이내에 공을 던져야 하며, 위반시에는 볼이 부여된다. 포수는 피치클락의 잔여시간이 9초 아래로 떨어지기 전에 시점에 포수석에 자리를 잡아야 한다. 이를 위반하면 역시 볼카운트에 볼이 하나 추가된다. 타자는 33초 안에 타석에 들어서야 하며, 피치클락의 잔여시간이 9초 아래로 떨어지기 전에 타격 준비를 마쳐야 한다. 타자가 피치클락을 위반하면 스트라이크가 선언되며, 타석당 타임아웃은 두 번 할 수 있다.
피치클락으로 인한 진기록으로 역대 최초의 2구 탈삼진 기록도 나오게 되었는데, 이는 2025년 4월 20일 고척 KT 위즈 대 키움 히어로즈 경기에서 KT 위즈 투수 고영표가 9회 무사 2스트라이크 상황에서 선두타자 김건희를 피치클락 위반으로 인한 스트라이크 부여로 인해 스트라이크가 1개 더 부여되어 삼진 처리가 되면서 2구만에 삼진을 잡는 진기록이 나오기도 했다.

## 같이 보기
- 야구 용어 목록